# Zaailand
Het Zaailand (ook Zaailandplein in de media) is de niet-officiële, maar veelgebruikte benaming voor het Wilhelminaplein in Leeuwarden. Officieel is Zaailand de naam van de straat aan de zuidzijde van het plein. De naam Zaailand is waarschijnlijk afgeleid van de bouw- en zaaigronden die vroeger ten zuiden van de 'vesten' lagen. Het is een buurt in de Binnenstad.
Het plein wordt gebruikt voor markten, de kermis, en andere evenementen. De bebouwing langs het plein bestaat uit gerechtsgebouwen, een museum, kantoren en horeca met daarboven appartementen. Onder het plein is een parkeerkelder.

## Geschiedenis

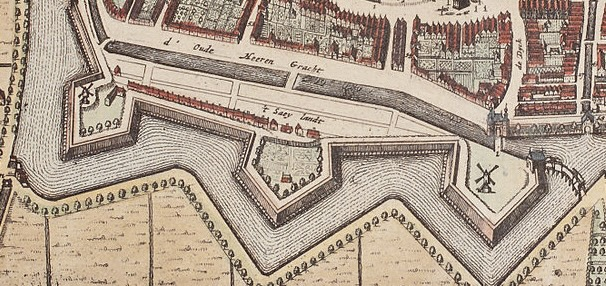
Zaailand gelegen tussen de bolwerken en de Oude Heerengracht; Uitsnede van stadskaart van Bernardus Schotanus à Sterringa uit 1664

Na een stadsuitbreiding aan de zuidzijde van de Nieuwestad liep aan het einde van middeleeuwen de stadswal met aan de buitenzijde daarlangs de Heerengracht (op sommige historische kaarten Oude Zuidergracht of D’Oude Heerengracht genoemd) en dus de stadsrand langs het Ruiterskwartier richting de Wirdumerpoort en lag het Zaailand ten zuiden van de stad. Deze Heerengracht en de Wirdumerpoort werden tussen 1481 en 1494 gerealiseerd. Tijdens de Tachtigjarige Oorlog werd tussen 1621 en 1623 de stadsomwalling naar het zuiden verlegd en ontstond een grote open ruimte met de als haven dienstdoende oude stadsgracht tussen de bolwerken en de oude stad.
Pas in de negentiende eeuw werd het Zaailand een stadsplein. In 1831 verloren de bolwerken rond de stad hun militaire functie. Ook de haven in de Heerengracht verloor zijn functie omdat de grotere negentiende-eeuwse binnenvaartschepen niet door de smalle waterpoorten bij de Wirdumerpoort en het Schavernek pasten. In 1835 werd de middeleeuwse Wirdumerpoort die aan het oostelijke eind van het Zaailand op de Wirdumerdijk stond gesloopt Rond 1850 werd de Oude Heerengracht gedempt, waarmee er voor korte tijd een vlakte van de westergracht tot aan de Wirdumerdijk was ontstaan. Een jaar later werd halverwege die vlakte het door Th. Romein ontworpen Paleis van Justitie gebouwd dat nogaltijd de westwand van het plein vormt. Vanaf 1866 werden de zuidelijke bolwerken ontmanteld en toenmalige zuidergracht rechtgetrokken waarbij de Willemskade werd geconstrueerd. Hierdoor ontstond er ruimte voor meer bebouwing tussen het Zaailand en de Willemskade waarop de zuidelijke pleinwand met onder meer de zijgevel van het thans nog bestaande Beurs- en waaggebouw, ook ontworpen door Th. Romein, werd gebouwd. Op een grondplan uit 1866 wordt het oostelijke eind van het Zaailand, nabij de Wirdummerdijk als Veemarkt aangeduid.

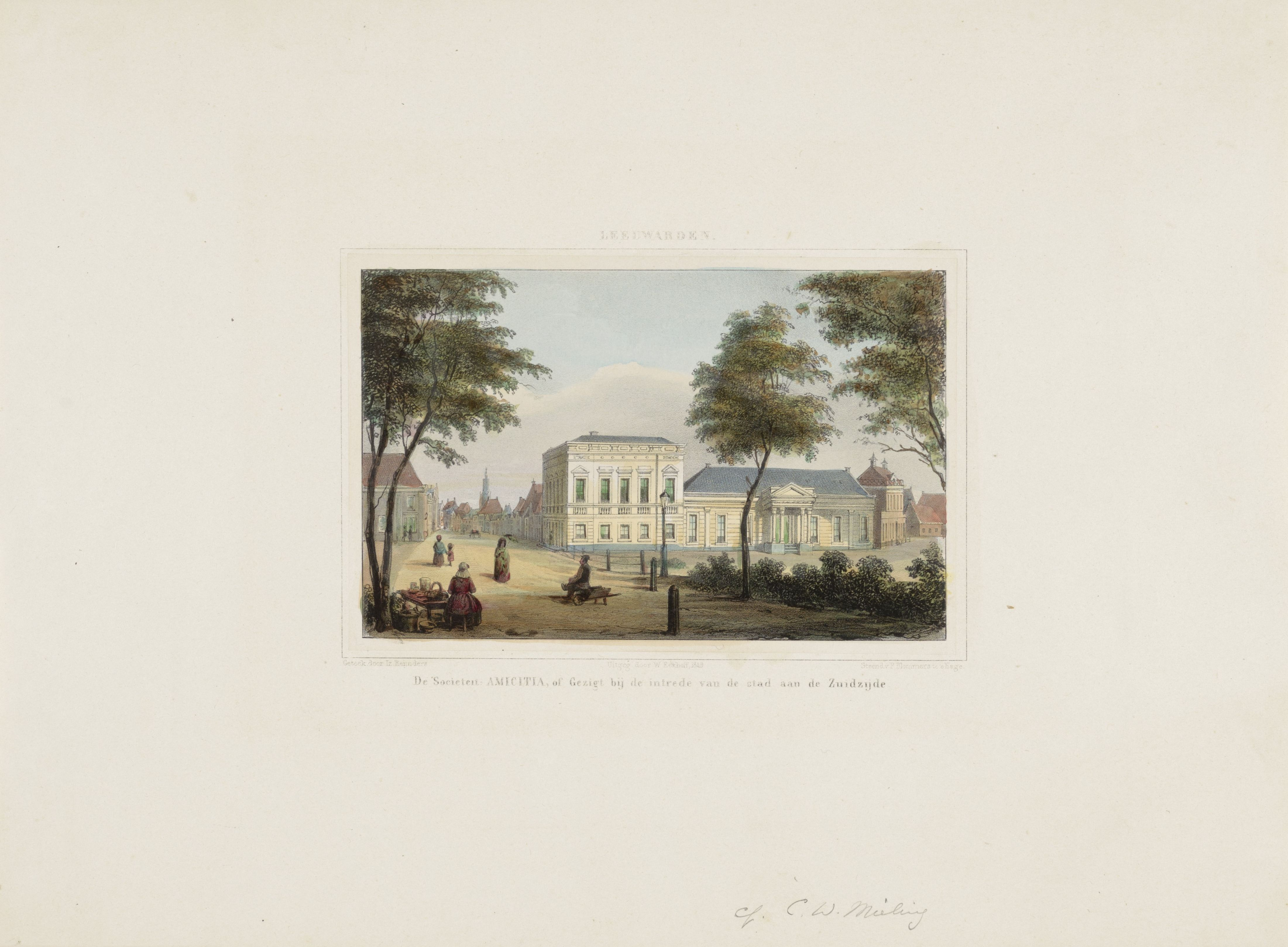
Sociëteit Amicitia rond 1849 gezien vanaf de Wirdumerpoortsdwinger, het hek van de Wirdumerpoortsbrug uit 1831 die toegang van de Zuiderstadsgracht naar de Heerengracht verschafte en de eerdere Wirdumerwaterpoort verving is rechts zichtbaar.

In 1840 was op de hoek van het Zaailand waar de Wirdummerdijk en Nieuweweg samenkomen het door Th. Romein ontworpen en in het oog springende  Neoclassicistische pand Amicitia gebouwd. Tot 1902 fungeerde het als cultureel centrum, daarna werd er een Hotel in gevestigd waarbij het gebouw een vroeg 20e-eeuws uiterlijk met een hoektoren en stijlelementen van Art Nouveau kreeg. In 1968 werd het tot veler spijt gesloopt en werd er een winkel- en kantoorcomplex met dezelfde naam gebouwd dat al gauw als lelijkste gebouw van Leeuwarden gold. In 2010-2011 werd het complex volledig gestript, en van een nieuw, eigentijds uiterlijk voorzien waarbij de kantoren door appartementen werden werden vervangen. Sindsdien wordt in de volksmond ook de bijnaam Het Cruiseschip als aanduiding gebruikt omdat de witte balkons aan die van een Cruiseschip doen denken.
Het plein werd in 1860 gebruikt voor de laatste terechtstelling in vredestijd in Friesland. In 1894 kreeg het plein zijn huidige officiële naam Wilhelminaplein.
Op de hoek van het Zaailand en de Zuiderstraat was van 1876 tot 1947 het Old Burger Weeshuis gevestigd. Dit pand werd op 14 april 1945, een dag voor de bevrijding van Friesland, door de S.D. die het gebouw in 1940 was had gevorderd, in brand gestoken. De restanten werden twee jaar later gesloopt.
In 1923 werd op het oostelijke einde van het toen nog veel grotere plein nabij de Wirdumerdijk de Mercuriusfontein geplaatst. Deze zou daar tot 2009 blijven staan. Na een restauratie werd deze in 2012 60 meter verderop tegenover het beursgebouw geplaatst om ruimte voor oostelijke uitbouw van het winkelcentrum te maken.
Op 16 november 1951 vond op het plein 'de slag op het Zaailand' plaats, ook wel bekend als Kneppelfreed. 
In de naoorlogse periode werd het plein, zoals zovele stadspleinen in die tijd, met uitzondering van marktdagen, als parkeerterrein gebruikt. Ook was er een busstation ter hoogte van het toenmalige V&D-gebouw. Onder het plein werd in de jaren 70 van de 20e eeuw, ten tijde van de Koude Oorlog een atoomschuilkelder gerealiseerd. Het werd een onderdeel van de parkeerkelder.

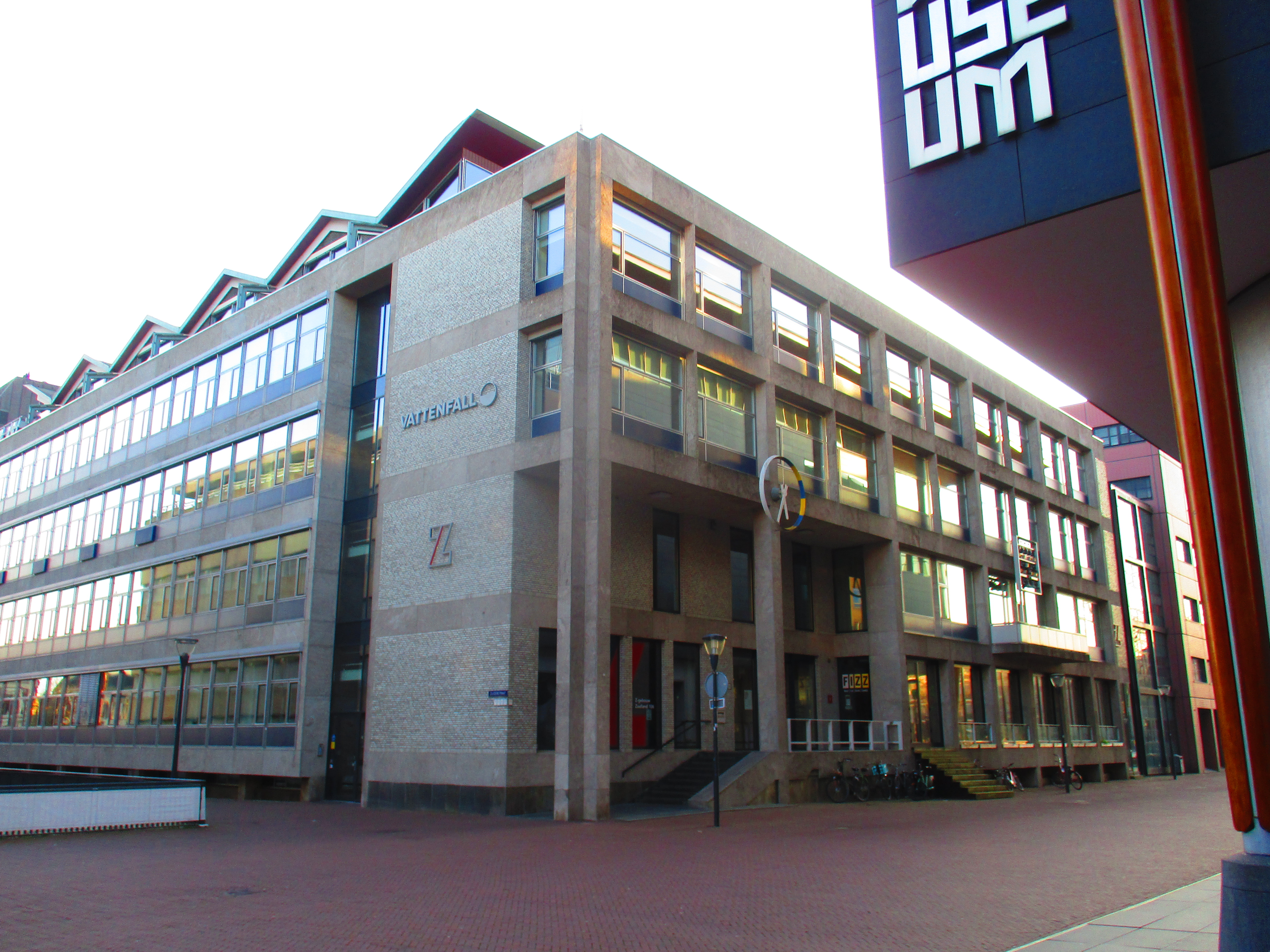
Z-gebouw in 2024

Nadat er eerst houten noodbebouwing had gestaan, werd in 1964 op de plaats van het vroegere weeshuis het modernistische hoofdkantoor van waterleidingbedrijf IWGL, naar ontwerp van architect Jo Vegter gebouwd met een carillon aan de gevel. Het pand werd na een verbouwing in 2018 omgedoopt tot Z-gebouw en verhuurt werk-, vergader- en presentatieruimtes.
Midden jaren 1980 werd rond en vooral ten westen van de Mercuriusfontein een groot winkelcentrum genaamd Winkelcentrum Zaailand gebouwd waarmee het plein een stuk werd ingekort. In 1994 werd aan de zuidzijde een nieuw, in functionalistische stijl door Abe Bonnema ontworpen, gerechtsgebouw genaamd Hofkwartier gebouwd.

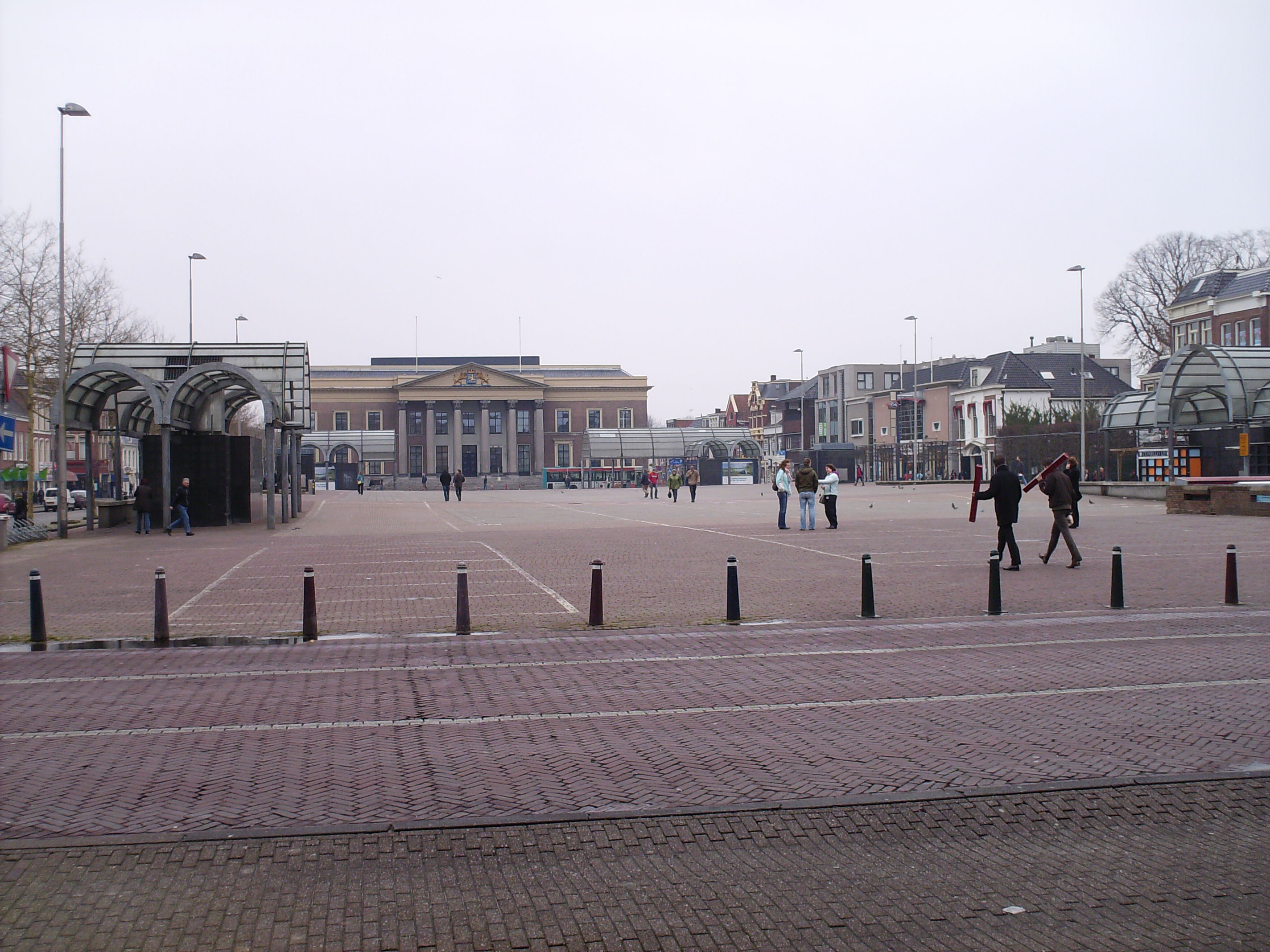
Het Zaailand in 2007: Zicht op het Paleis van Justitie tussen de toen resterende delen van de "Olifantenstalling" door

De wegen langs het Zaailand waren jaren lang de verkeersaders waarlangs een groot gedeelte van het openbaarvervoer reed. In de jaren 1990 werd tegenover het gerechtshof bij de bushaltes een grote overkapping van staal en glas geplaatst die in de volksmond al gauw de spottende bijnaam Olifantenstalling kreeg. Het middendeel van de Olifantenstalling werd na een aantal jaren weer verwijderd waardoor de façade van het Paleis van justitie weer vanaf het plein zichtbaar werd. Onder deze overkapping stonden ook twee al eerder gebouwde kiosk-gebouwtjes. Ook twee andere kioskgebouwtje waren voorzien van glas en staal overkappingen in dezelfde stijl. Aan de achterzijde deze kiosks zaten trappenhuizen die toegang naar de parkeerkelder verschaften. Zowel de overblijfselen van de Olifantenstalling als de kiosks verdwenen bij de herinrichting van het plein.

### Vernieuwing 2009-2012
In 2009 werd begonnen met de realisatie van een vernieuwd Zaailand. Van februari 2009 tot april 2010 is het bestaande winkelgedeelte gerenoveerd, de ronding aan de kant van het Wilhelminaplein werd afgebroken en de gevels langs het Ruiterskwartier en het Zaailand zijn vernieuwd. Aan de noordkant werd een rij nieuwe panden voor horeca met daarboven bewoning gebouwd. En door de bouw van het nieuwe Fries Museum staat het winkelcentrum niet langer aan het plein. Door de komst van de nieuwe gebouwen ontstond wel een nieuw plein; het Lombardplein, op de plaats waar de Oude Lombardsteeg op het Ruiterskwartier uitkomt en het winkelcentrum een ingang heeft. Van maart 2010 tot oktober 2011 is het winkelcentrum uitgebreid met circa 3000 m² winkels, verdeeld over de kelderverdieping, begane grond en eerste verdieping. De parkeergarage onder Zaailand is compleet afgebroken en daarna verdiept, waardoor er circa 700 extra parkeerplaatsen zijn gerealiseerd ten opzichte van de oude garage. De garage werd in maart 2011 geopend. Tijdens de verbouwingen waren ondergrondse restanten van de stadsmuur en oude kelders blootgelegd.
De plannen voor Nieuw Zaailand werden niet onverdeeld enthousiast ontvangen. De actiegroep ‘Zaailand Nee, Referendum Ja’ vroeg een referendum aan. Op 24 mei 2006 konden de inwoners zich uitspreken over de nieuwbouwplannen. Aangezien de opkomst bij het referendum te laag was, gingen de nieuwbouwplannen door.

## Kunst en cultuur
- Christiaan Slieker begon in 1896 in een op het Zaailand opgebouwde circustent met het vertonen van films. Hij zou daarna het land rondreizen met filmvertoningen. Toen Filmhuis Leeuwarden van de kelder van De Harmonie naar het gebouw van het Fries Museum aan het Zaailand verhuisde werd het tot Slieker Film omgedoopt.
- Het Zaailand is de locatie voor het dance-event Dancetour en een van de hoofdlocaties voor het Fries Straatfestival.
- In 2008 werd het Wilhelminaplein door kunstenaar Henk Hofstra voorzien van een achttiental grote geschilderde spiegeleieren, en enkele kunststof halve bollen ('dooiers').[7] De gedachte erachter was dat het ei gelegd was: na veel politiek gesteggel over een extra budget van € 8,5 miljoen was de financiering rond. Het kunstproject oogstte veel kritiek: ten aanzien van de hoge kosten van 100.000 euro, ten aanzien van de toekenning (het project was een eigen initiatief van de cultuurwethouder), ten aanzien van de realisatie (marktkooplieden werden gehinderd door een te felle weerkaatsing van de zon), en slijtage van het werk door de wekelijkse schoonmaak van het marktplein zette snel in. Het werk werd gevandaliseerd en hersteld. Het plan was om de schildering te laten liggen tot de aanvang van de herinrichting in januari plaats zou vinden.[8]
- Een van de onderdelen van de renovatie van het plein vanaf 2009 was de komst van het Fries Museum. De vestiging aan het Zaailand werd in september 2013 geopend door koningin Máxima.
- Eind 2013 is de actie 3FM Serious Request op het Wilhelminaplein gehouden
- In april 2017 werd The Passion hier opgevoerd.[9]
- In augustus 2018 lag Zaailand op de route van de voorstelling van het Franse straattheatergezelschap Royal de Luxe in het kader van culturele hoofdstad van Europa: Leeuwarden-Fryslân 2018. Verschillende andere festiviteiten werden dat jaar op het Zaailand gehouden waaronder de opening van de culturele hoofdstad en Project Waterlicht van kunstenaar Daan Roosegaarde.
- Op de panden aan het Zaailand, aan de noordzijde van het plein en op de rechtbank aan de zuidkant waren drie jaar lang neonlichtletter met de teksten:"Ja Jongu, Nee Juh" en daar tegenover "Nee Jongu, Ja Juh" als eerbetoon aan het Leeuwarder dialect (Liwadders) te zien. In 2021 verdwenen ze van het Zaailand en werden ze bij het Spoordok geplaatst.

## Afbeeldingen

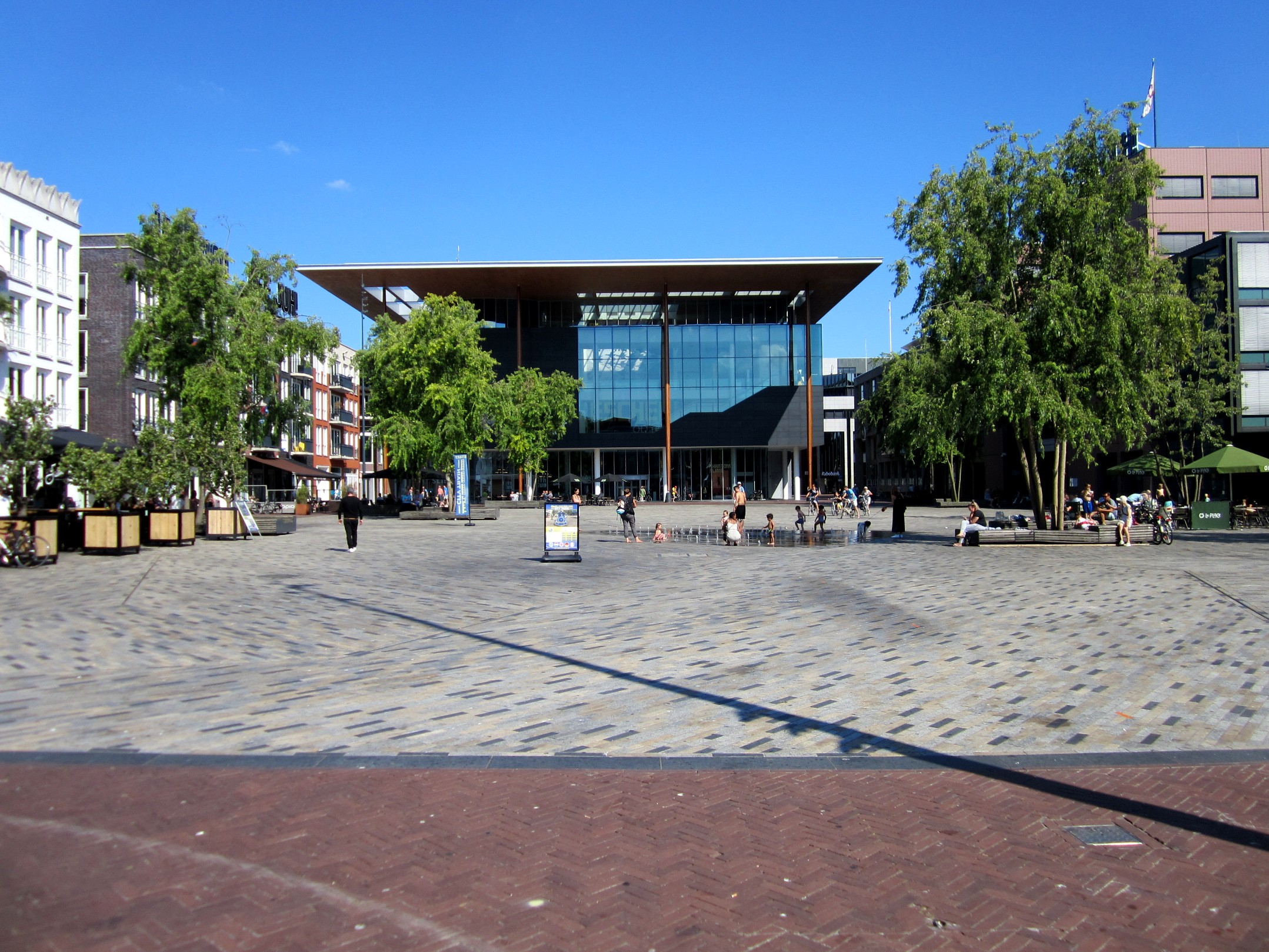
Het plein in 2018 met aan de oostzijde het nieuwe Fries Museum
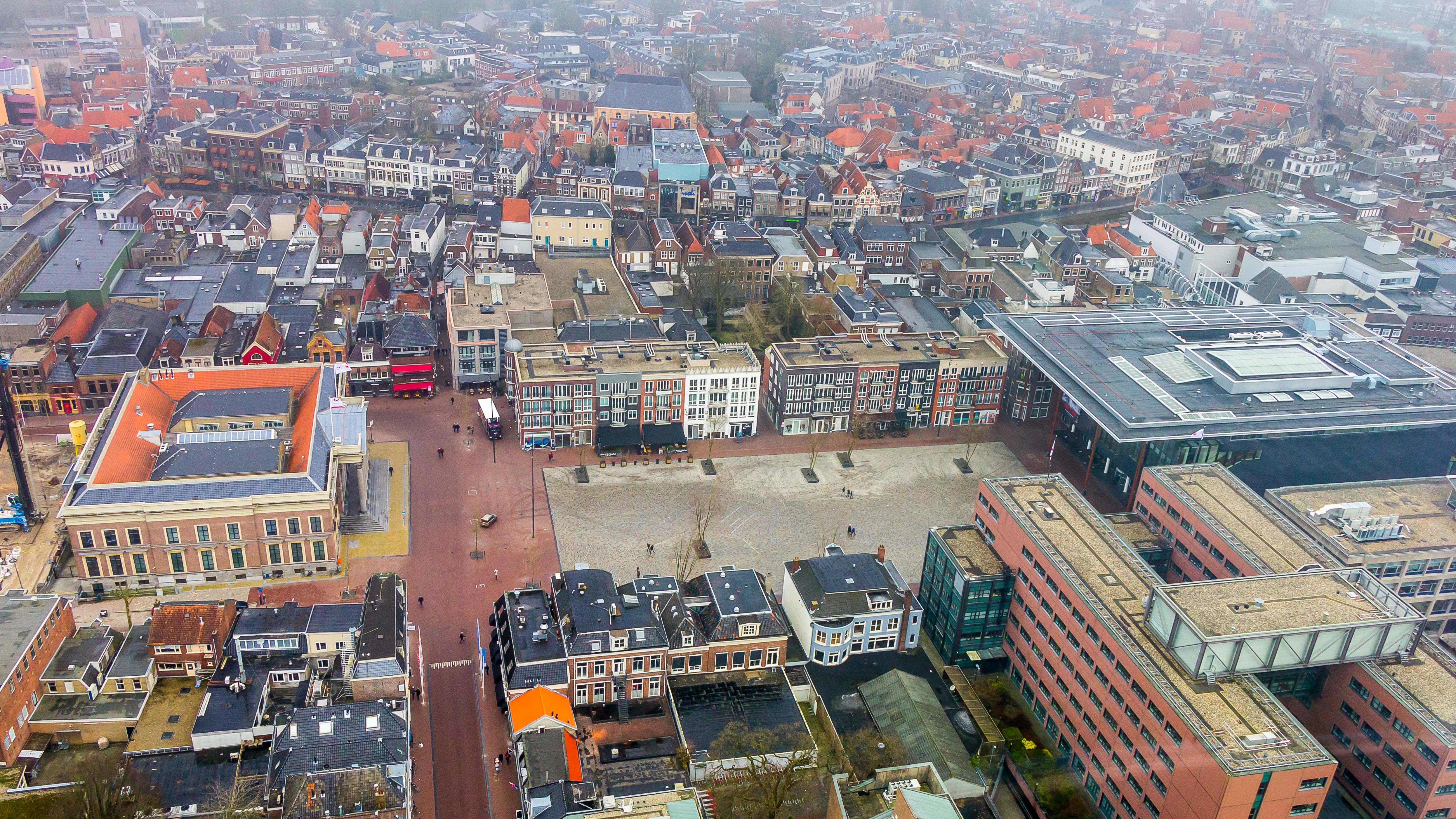
Het plein vanaf de Achmeatoren
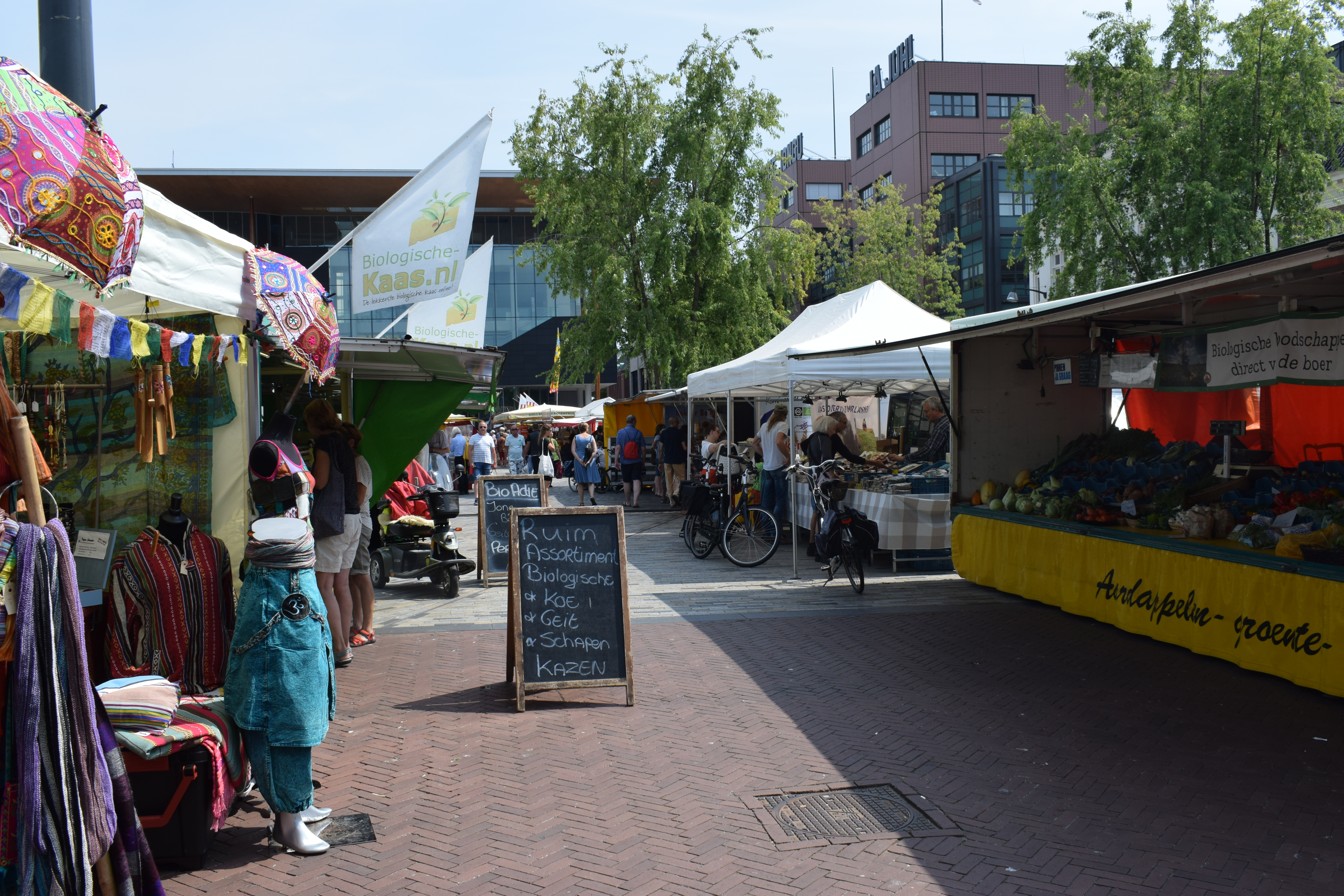
Markt op het plein
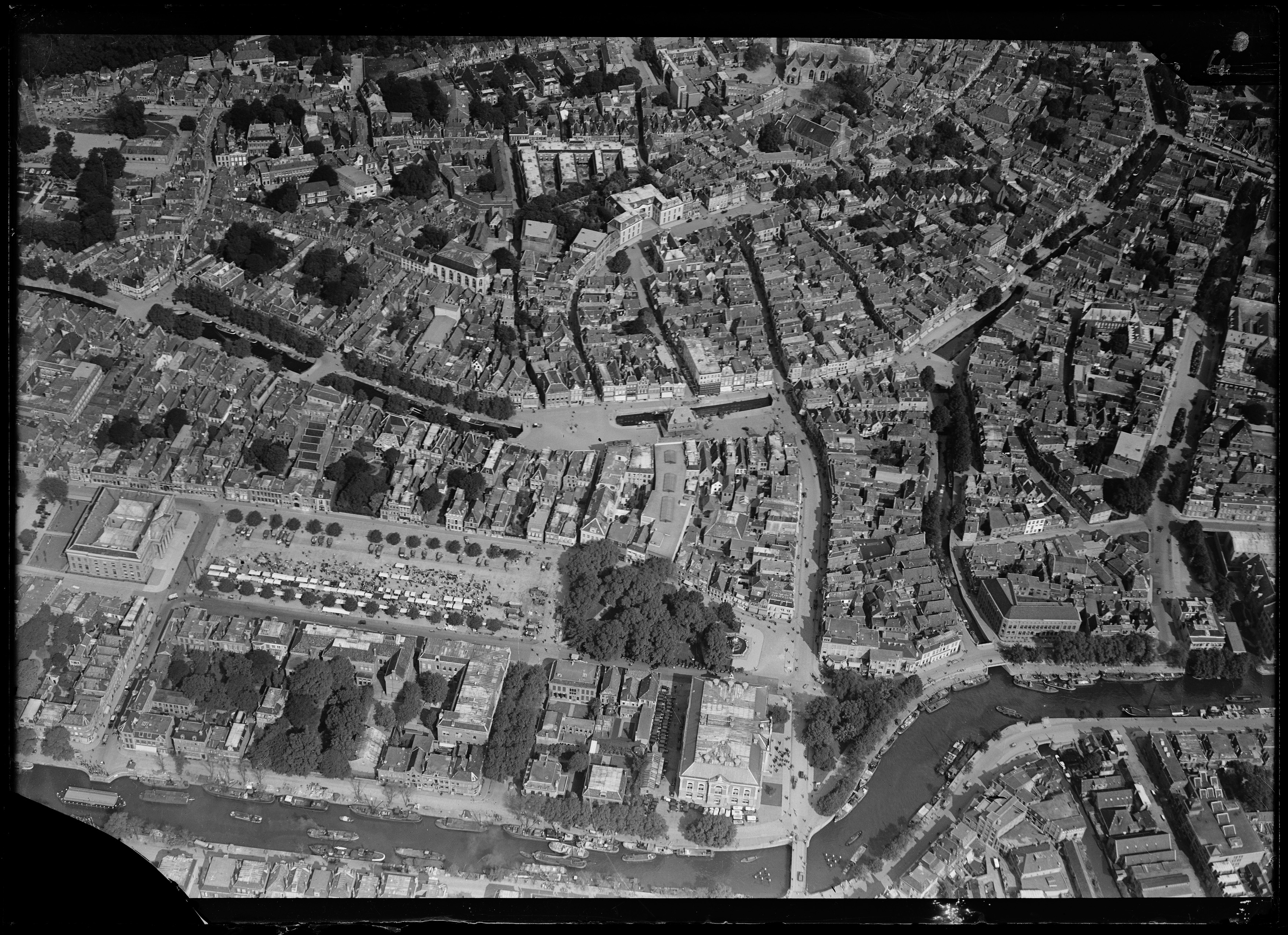
Luchtfoto uit de periode 1920-1937.